# Cottleville (Missouri)
Cottleville est une ville du comté de Saint Charles, dans le Missouri, aux États-Unis,. Située au centre du comté, elle est fondée en 1839 et baptisée en référence à Lorenzo Cottle, un vétéran. Elle est incorporée en 1853.

## Démographie
Lors du recensement de 2010, la ville comptait une population de 3 075 habitants. Elle est estimée, en 2017, à 5 151 habitants.

### Source de la traduction
- (en) Cet article est partiellement ou en totalité issu de l’article de Wikipédia en anglais intitulé « Cottleville, Missouri » (voir la liste des auteurs).